# Claus Elming
 Der er for få eller ingen kildehenvisninger i denne artikel, hvilket er et problem. Du kan hjælpe ved at angive troværdige kilder til de påstande, som fremføres i artiklen.

Claus Ewald Elming (født 20. marts 1969 i Herning) er en dansk studievært og tidligere amerikansk fodboldspiller.
Elming stiftede bekendtskab med amerikansk fodbold under et udvekslingsophold i Minnesota. Tilbage i Danmark stiftede han sammen med Steen Lindeberg og Søren Brøcker en lokal amerikansk fodboldklub, Herning Hawks. Da han senere flyttede til Aarhus for at læse på Aarhus Universitet, var han med til at grundlægge Aarhus Tigers. 
Claus Elming kommenterede i 1998 på TV3 sin første Super Bowl sammen med Henrik Knudsen. Han var NFL-kommentator på TV 2 og TV 2 Zulu fra 1999 til 2006. Fra 2007 til 2012 var han NFL-kommentator på TV 2 SPORT.  
Claus Elming stoppede sin aktive karriere i år 2000, hvor han sammen med Aarhus Tigers vandt klubbens tredje danske mesterskab i træk og det fjerde i alt.  
I 2002 trak han igen i arbejdstøjet, men denne gang som træner for Avedøre Monarchs, hvor han i sine to sæsoner som offensive coordinator var med til at føre klubben frem til to danske mesterskaber i hhv. Mermaid Bowl XIV og XV. 
I 2007 vendte han tilbage til Monarchs, denne gang som cheftræner, og førte efter en ubesejret sæson holdet til finalen, som dog blev tabt til de forsvarende mestre fra Triangle Razorbacks. 
I 2006 blev Elming optaget i Danish American Football Federations Hall of Fame.
Sammen med kollegaen Jimmy Bøjgaard har han gjort den amerikanske professionelle liga NFL populær hos den danske befolkning. De begyndte sammen til Super Bowl XXXIII (33) og var også sammen på TV 2 Zulus første dag i luften, 15. oktober 2000. Siden har de kommenteret over 200 NFL-kampe sammen, heraf ni Super Bowls, hvor den første var Super Bowl XXXIII mellem Denver Broncos og Atlanta Falcons, sidstnævnte med danske Morten Andersen på holdet. Elming og Bøjgaard kaldes populært blot for NFLming og Falkeøje.
Claus Elming var vært på Sportsnyhederne på TV2 fra 2003 til 2007. 
Fra 2006 til 2017 var han vært på Vild med dans på TV2. Claus Elming meddelte, at han ikke vendte tilbage som vært i sæson 15 af Vild med dans i 2018.
I vinter/forår 2013 fik Claus Elming debut som quizvært. Han står i spidsen for programmet Pengene på bordet, den danske udgave af det internationalt kendte Moneydrop. 
Claus Elmings store kærlighed til amerikansk fodbold har senest vist sig ved, at han har startet sin egen hjemmeside, gulklud.dk, dedikeret til sporten.

## Mesterskaber
- Mermaid Bowl II, Herning Hawks
- Mermaid Bowl III, Aarhus Tigers
- Mermaid Bowl X, Aarhus Tigers
- Mermaid Bowl XI, Aarhus Tigers
- Mermaid Bowl XII, Aarhus Tigers
- Mermaid Bowl XIV, Træner Avedøre Monarchs
- Mermaid Bowl XV, Træner Avedøre Monarchs

- 1998 EuroCup, Aarhus Tigers

- 1997 Pokalfinale Træner Aarhus Tigers
- 1998 Pokalfinale Træner Aarhus Tigers
- 1999 Pokalfinale Træner Aarhus Tigers